# Maico Gerritsen
Maico Gerritsen (Venlo, 21 maart 1986) is een Nederlandse voetballer die bij voorkeur als offensieve middenvelder of aanvaller speelt.
Hij begon al op jonge leeftijd te voetballen bij Venlosche Boys. Daar werd hij gescout door VVV-Venlo, waar hij op 7 oktober 2005 zijn competitiedebuut maakte als invaller voor Leon Kantelberg tijdens een met 2-0 gewonnen thuiswedstrijd tegen FC Dordrecht. In het seizoen 2006/07 was hij lang geblesseerd waardoor hij bijna een heel seizoen aan de kant stond. In januari 2008 werd hij door VVV verhuurd aan KFC Verbroedering Geel. Nadien kwam hij in België uit voor diverse clubs uit de lagere reeksen. Vanaf 2016 stond hij zeven seizoenen onder contract bij KVC Lille United. In de zomer van 2023 keerde Gerritsen terug naar FC Esperanza Pelt, waar hij eerder al in 2009 en seizoen 2015/16 actief was.

## Clubstatistieken
| seizoen | club                     | competitie                   | duels | goals |
| ------- | ------------------------ | ---------------------------- | ----- | ----- |
| 2005/06 | VVV-Venlo                | Eerste divisie               | 15    | 0     |
| 2006/07 | VVV-Venlo                | Eerste divisie               | 4     | 0     |
| 2007/08 | VVV-Venlo                | Eredivisie                   | 0     | 0     |
| 2007/08 | → KFC Verbroedering Geel | Tweede klasse                | 14    | 1     |
| 2008/09 | Bocholter VV             | Derde klasse B               | 7     | 0     |
| 2008/09 | Esperanza Neerpelt       | Vierde klasse C              | –     | –     |
| 2009/10 | KSK Hasselt              | Derde klasse B               | 22    | 1     |
| 2010/11 | Excelsior Veldwezelt     | Vierde klasse C              | 24    | 8     |
| 2011/12 | Excelsior Veldwezelt     | Vierde klasse C              | 14    | 4     |
| 2012/13 | KFC Oosterzonen          | Vierde klasse C              | 22    | 9     |
| 2013/14 | KFC Oosterzonen          | Derde klasse B               | 25    | 6     |
| 2014/15 | KVC Houtvenne            | Eerste Provinciale Antwerpen | 29    | 21    |
| 2015/16 | FC Esperanza Pelt        | Vierde klasse C              | 26    | 3     |
| 2016/17 | KFC Lille                | Eerste Provinciale Antwerpen | –     | –     |
| 2017/18 | KFC Lille                | Eerste Provinciale Antwerpen | –     | –     |
| 2018/19 | KFC Lille                | Eerste Provinciale Antwerpen | –     | –     |
| 2019/20 | KFC Lille                | Eerste Provinciale Antwerpen | 26    | 24    |
| 2020/21 | KFC Lille                | Derde afdeling               | 4     | 5     |
| 2021/22 | KVC Lille United         | Derde afdeling               | 31    | 14    |
| 2022/23 | KVC Lille United         | Tweede afdeling              | 28    | 8     |
| 2023/24 | FC Esperanza Pelt        | Derde afdeling               | 27    | 24    |
| 2024/25 | FC Esperanza Pelt        | Tweede afdeling              | 10    | 1     |